# Titus Aebutius Helva
Pour les articles homonymes, voir Aebutius Helva.
Titus Aebutius Helva Flavus est un homme politique romain du Ve siècle av. J.-C., consul en 499 av. J.-C.,

## Famille
C'est le premier membre de la gens des Aebutii à atteindre le consulat. Il est le fils d'un Titus, son nom complet est Titus Aebutius T.f. Helva Flavus. Le cognomen de Flavus n'est pas sûr, il se pourrait qu'il lui ait été donné par erreur par les historiens modernes à cause d'un passage confus dans les Antiquités romaines de Denys d'Halicarnasse. Il est le père de Lucius Aebutius Helva, consul en 463 av. J.-C.

## Carrière

### Consulat
En 499 av. J.-C., il est élu consul. Durant son mandat, Fidènes est assiégée et prise par son collègue Caius Veturius Geminus Cicurinus qui triomphe. Crustumerium est prise et Préneste rejoint la République romaine, abandonnant les Latins.
La guerre contre les Latins, provoquée par le roi exilé Tarquin le Superbe et son gendre qui dirige Tusculum, éclate peu de temps après. Il est maître de cavalerie du dictateur Aulus Postumius Albus Regillensis qu'il a nommé avec son collègue Caius Veturius Geminus Cicurinus. Il participe à la bataille du lac Régille, durant laquelle il aurait été blessé en tentant de tuer le chef des Latins Octavius Mamilius.
La victoire revient aux Romains. Avec le dictateur Aulus Postumius Albus qui reçoit le surnom de Regillensis, il triomphe en tant que maître de cavalerie.

### Fin de carrière
Titus Aebutius Helva réapparaît en 493 av. J.-C. parmi les neuf consulaires cités par Denys d'Halicarnasse et envoyés comme ambassadeurs auprès des plébéiens qui ont fait sécession et se sont retirés sur l'Aventin,.

### Auteurs antiques
- Tite-Live, Histoire romaine [détail des éditions] [lire en ligne], livre II
- (en) Denys d'Halicarnasse, Antiquités romaines, Livre V, 40-58 sur le site LacusCurtius

### Auteurs modernes
- (de) Georg Wissowa (dir.), Paulys Realencyclopädie der classischen Altertumswissenschaft (lire en ligne)
- (en) T. Robert S. Broughton, The Magistrates of the Roman Republic : Volume I, 509 B.C. - 100 B.C., New York, The American Philological Association, coll. « Philological Monographs, number XV, volume I », 1951, 578 p. (lire en ligne)
- (en) Henrik Mouritsen, Maggie Robb (dir.), « Digital Prosopography of the Roman Republic », King’s College London, 2018